# Vandoren
Vandoren ist einer der bekanntesten Hersteller von Mundstücken und Rohrblättern sowie Zubehörteilen für Holzblasinstrumente. Das Unternehmen war weltweit das erste, das Rohrblätter für den Verkauf herstellte. Seine Produkte werden inzwischen von professionellen Klarinetten- und Saxophonspielern als Standard angesehen.

## Geschichte
Das Unternehmen wurde 1905 von Eugène van Doren gegründet, einem damaligen Klarinettisten im Orchester der Pariser Oper. Zu dieser Zeit stellten Klarinettenspieler ihre Rohrblätter selbst her. Da van Dorens Rohrblätter einen guten Klang erzeugten, kauften seine Kollegen sie ihm ab.
Um die Herstellung zu vereinfachen, entwickelte van Doren eine Fertigungsmaschine, die von einer Tretkurbel angetrieben wurde. Die ersten Rohrblätter wurden im Esszimmer seiner Pariser Wohnung hergestellt; schließlich verlegte van Doren seinen Beruf ganz auf die Rohrblattherstellung und baute eine Manufaktur im Pariser Bezirk Montmartre auf (Rue Lepic 51).
Eugène van Dorens Sohn Robert (* 1905) erlernte ebenfalls das Klarinettenspiel, studierte am Conservatoire de Paris und belegte dort einen ersten Platz. Da auch er Berufsmusiker werden wollte, begab er sich 1928 für ein Jahr auf eine Konzerttournee durch die Vereinigten Staaten, wo er als erster französischer Klarinettist Solist in der New Yorker Radio City Music Hall auftrat. Der Klang seines Instruments fiel auf, so dass die Blätter auch in den USA beliebt wurden. Im Jahr 1935 übernahm Robert van Doren das Unternehmen und vergrößerte es durch den Ankauf einer weiteren Fertigungsstätte in der Rue Lepic 56, die bis heute der Stammsitz von Vandoren ist. Er entwickelte das 5RV-Mundstück.
Roberts Sohn Bernard van Doren trat 1967 in den Familienbetrieb ein. Unter seiner Mitarbeit wurden u. a. die Mundstück-Serie B45 entwickelt, die Fertigungstoleranz der Rohrblätter auf weniger als 0,01 mm verringert und die Produktion erheblich gesteigert. 1990 übernahm er die Leitung von Vandoren. Danach wurden die Werkstätten nach Bormes-les-Mimosas (Département Var) zu den Anbauflächen des Rohmaterials Schilf verlegt. Im Pariser Stammsitz befinden sich inzwischen Test- und Proberäume für Instrumentalisten und die Notenhandlung Espace Partitions mit Klarinetten- und Saxophonliteratur.

## Produkte
- Rohrblätter
  - Klarinettenrohrblätter
  - Saxophonrohrblätter
- Doppelrohrblätter für
  - Oboe
  - Englischhorn
  - Fagott (unterschiedliche Systeme)
  - Kontrafagott (unterschiedliche Systeme)
  - Sarrusophon
- Mundstücke
  - Klarinettenmundstücke (deutsches und französisches Griffsystem sowie deutsche und österreichische Varianten) für
    - Es-Klarinette
    - Altklarinette
    - Bassklarinette
    - Kontrabassklarinette

  - Saxophonmundstücke für
    - Sopraninosaxophon
    - Sopransaxophon
    - Altsaxophon
    - Tenorsaxophon
    - Baritonsaxophon
    - Basssaxophon
- Blattschrauben
- Kapseln
- Zubehörteile